# 小暮厚之
小暮 厚之（こぐれ あつゆき、1954年 - ）は、日本の経済学者。学位は、Ph.D. in Statistics。慶應義塾大学名誉教授。日本保険・年金リスク学会会長。

## 人物・経歴
群馬県生まれ。1977年東北大学経済学部卒業。1979年東北大学大学院経済学研究科博士前期課程修了。1980年ロンドン大学ロンドン・スクール・オブ・エコノミクス統計学部修了。1985年東北大学大学院経済学研究科博士後期課程単位取得満期退学、東北大学経済学部助手。1986年イェール大学統計学部修了、Ph.D. in Statistics。
同年福島大学経済学部助教授。1991年千葉大学法経学部助教授。1998年千葉大学法経学部教授。2001年慶應義塾大学総合政策学部教授。2006年日本銀行金融研究所客員研究員、日本統計学会理事。2007年財務省財務総合政策研究所国債の金利推定モデルに関する研究会委員。2008年日本学術会議連携会員、日本統計学会監事。2010年内閣府統計委員会人口・社会統計部会専門委員。2011年南洋理工大学客員研究員。2018年東京経済大学経営学部教授、慶應義塾大学名誉教授。
2019年ProbSpace技術顧問。同年日本統計学会賞受賞。2020年日本保険・年金リスク学会会長。

## 著書
- 『ファイナンスへの計量分析』朝倉書店 1996年
- 『計量ファイナンス分析の基礎』（照井伸彦と共著）朝倉書店 2001年
- 『金融工学入門』（刈屋武昭と共著）東洋経済新報社 2002年
- 『リスクの科学 : 金融と保険のモデル分析』（編著）朝倉書店 2007年
- 『Rによる統計データ分析入門』朝倉書店 2009年
- 『Rによるベイズ統計分析』朝倉書店 2010年